# Mèo Lykoi

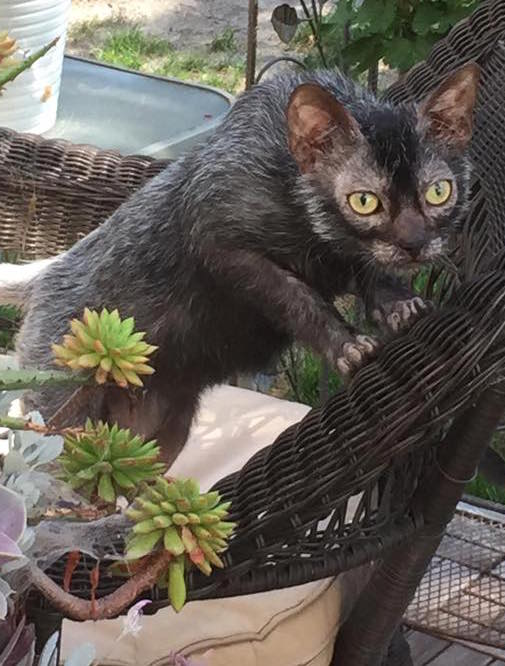
Mèo Lykoi

Mèo Lykoi hay còn gọi là mèo sói (từ lykoi trong tiếng Hy Lạp có nghĩa là ma sói) là một giống mèo nhà lông ngắn có nguồn gốc ở Mỹ tại Vonore, bang Tennessee. Đây là giống mèo độc đáo mang khuôn mặt của sói và hành động như chó. Giống mèo Lykoi khác biệt với những loài mèo khác không chỉ bởi bộ lông đặc biệt mà còn bởi tính cách như họ nhà chó của mình.

## Lai tạo
Các nhà khoa học lai giống ở bang Tennessee, Mỹ đã thành công khi lai ghép ra một giống mèo đặc biệt có ngoại hình giống sói và hành động như thể mình là loài chó. Mèo Lykoi là kết quả của sự đột biến gen ở loài mèo Mỹ lông ngắn. Nhà lai giống Johnny Gobble cho biết, toàn bộ quá trình lai tạp này đều là tự nhiên và không có sự can thiệp của con người. Những chú mèo được lai giống đều phải đảm bảo có sức khỏe ổn định trước đó.

## Đặc điểm
Chính sự đột biến có chủ đích này đã ngăn không cho mèo Lykoi phát triển lông như bình thường mà bị ức chế lại, khiến khu vực quanh mắt, mũi, mõm và tai chúng đều không có lông. Phần lông còn lại trên cơ thể mèo Lykoi cũng phát triển giống như loài sói. Không chỉ sở hữu ngoại hình giống họ nhà chó mà mèo Lykoi còn sở hữu tính cách của loài chó săn thực thụ. Chúng thích đi thám thính xung quanh, thích gây sự chú ý với người lạ nhưng lại rất thân thiện và dễ gần.
Chúng sở hữu khả năng săn mồi nhanh nhạy giống như loài sói. Với khả năng săn mồi như loài chó sói, mèo Lykoi luôn bám sát và vồ vào bất cứ thứ gì mà chúng cho là con mồi của mình. Tuy nhiên, có một điểm khác biệt với chó sói, mèo Lykoi lại rất thân thiện, thích đùa nghịch và trung thành với chủ nhân của mình. Mèo Lykoi rất thân thiện và dễ gần.